# Лекечі
Леке́чі — село у Берегометській селищній громаді Вижницького району Чернівецької області України.

## Географія
Неподалік від села розташована геологічна пам'ятка природи «Лекеченські скелі», водоспади Лекечі (4 м) та Лекечі Верхній (3 м).
Біля села річки Лекечі, Велика Чорновка впадають у річку Серет.

## Історія
З 24 серпня 1991 року село входить до складу незалежної України.
У 2020 році шляхом об'єднання сільських рад, село увійшло до складу Берегометської селищної громади.

## Релігія
На території села розташований Свято-Прокопівський жіночий монастир (ПЦУ).

## Населення
Згідно з переписом УРСР 1989 року чисельність наявного населення села становила 188 осіб, з яких 84 чоловіки та 104 жінки.
За переписом населення України 2001 року в селі мешкало 235 осіб.

### Мова
Розподіл населення за рідною мовою за даними перепису 2001 року:
| Мова       | Кількість | Відсоток |
| ---------- | --------- | -------- |
| українська | 233       | 98.31%   |
| білоруська | 3         | 1.27%    |
| російська  | 1         | 0.42%    |
| Усього     | 237       | 100%     |